# Dave Palamar
Dave Palamar (circa 1950) is een Amerikaanse jazzdrummer.

## Biografie
Palamar vervulde zijn dienstplicht in de Amerikaans luchtmacht; waar hij speelde in de The United States Air Force Airmen of Note. Met deze band maakte hij zijn eerste opnamen (Come Out Swingin’ (1972), met Sarah Vaughan en Sue Raney). In de late jaren 70 speelde hij in Virginia, Pennsylvania en Washington D.C., met Nathan Davis (If, 1976), Michael Pedicin Jr. (City Song), Mike Crotty & The Sunday Morning Jazz Band, in het trio van Stefan Scaggiari en bij Tim Eyermann. Verder speelde hij met Bill Kirchner en het trio Unity (Terry Plumeri en Howard Chichester) en was hij actief als sessiemuzikant met de rockbands Khemistry en The Assassins (No Previous Record, 1986). Hij werkte tevens samen met zangeres Gayle Adams (Fever, 1982). In de jazz speelde hij tussen 1972 en 1985 mee op 17 opnamesessies.